# Бандейранти (Санта-Катарина)
Бандейранти (порт. Bandeirante)  —  муниципалитет в Бразилии, входит в штат Санта-Катарина. Составная часть мезорегиона Запад штата Санта-Катарина. Входит в экономико-статистический  микрорегион Сан-Мигел-ду-Уэсти. Население составляет 2779 человек на 2006 год. Занимает площадь 146,255 км². Плотность населения — 19,0 чел./км².

## История
Город основан 29 сентября 1995 года.

## Статистика
- Валовой внутренний продукт на 2003 составляет 18.641.194,00 реалов (данные: Бразильский институт географии и статистики).
- Валовой внутренний продукт на душу населения на 2003 составляет 6.295,57 реалов (данные: Бразильский институт географии и статистики).
- Индекс развития человеческого потенциала на 2000 составляет 0,765 (данные: Программа развития ООН).